# لیموزن
لیموزن (به فرانسوی: Limousin) نام یکی از ۲۶ ناحیه کشور فرانسه است که شامل ۳ منطقه کورز، کروز و اوت-وین می‌شود.
این ناحیه شامل ۷۵۰٬۰۰۰ نفر از ساکنین است که پس از جزیره کرس کمترین جمعیت را در بین نواحی فرانسه دارد.
مساحت این ناحیه بالغ بر ۱۶٬۹۴۲ کیلومتر مربع است.
نژادی از گاوهای گوشتی بسیار بزرگ جثه در این منطقه زندگی می‌کنند که به همین اسم نامیده می‌شوند.
خودروهای لیموزین را به این نام نامگذاری کرده‌اند.